# Zelške jame
Zelške jame so vodni jamski sistem, z vhodom na vzhodni strani Rakovega Škocjana. Zelške jame so dolge okoli 3 km, skozi njih pa teče voda iz Jamskega zaliva Cerkniškega jezera. Iz jame priteče kot reka Rak, ki sodi v kraški povirni sistem porečja Ljubljanice.